# Marek Leśniewski

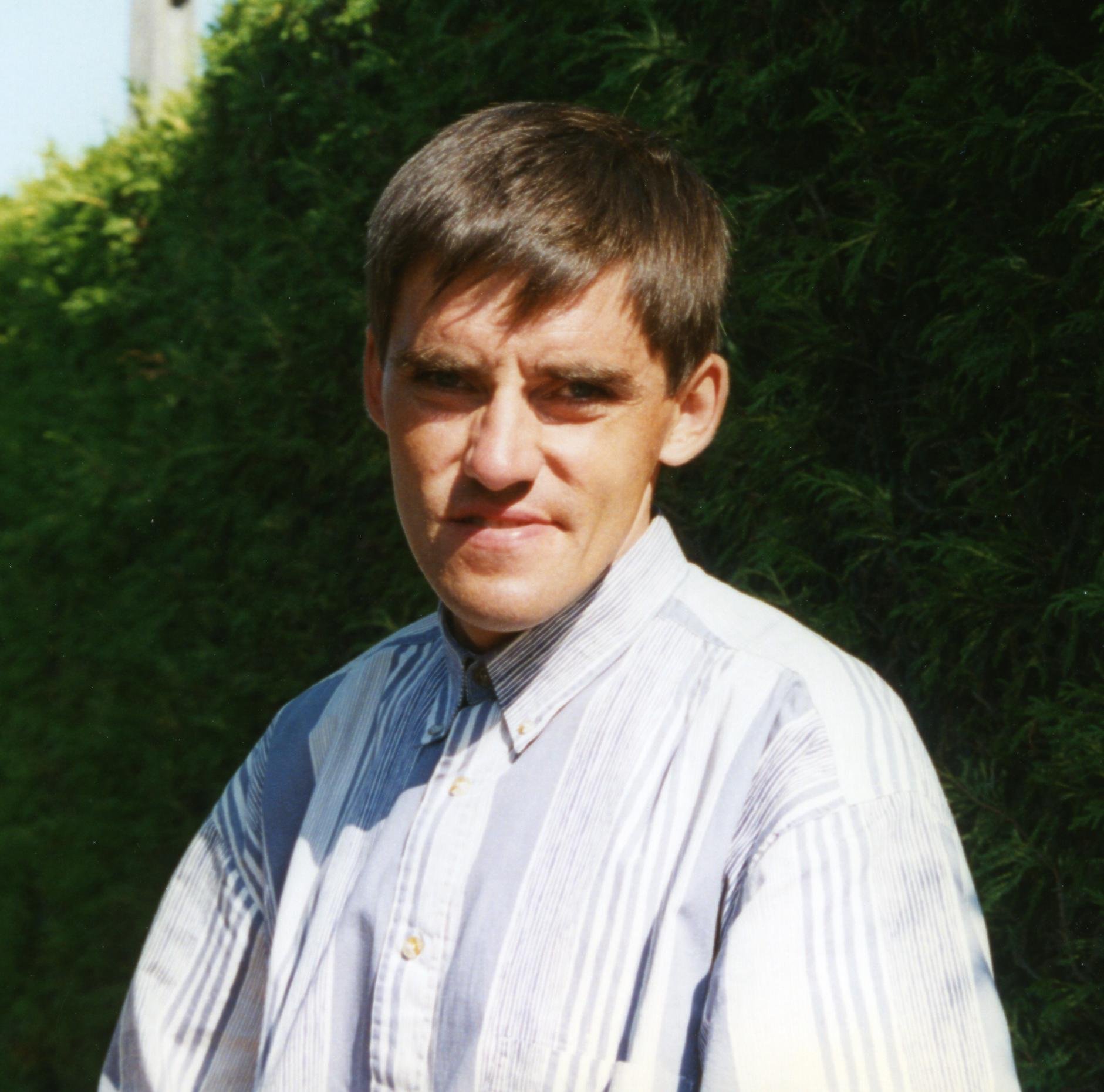
Marek Leśniewski in 1996.

Marek Leśniewski (Bydgoszcz, 24 maart 1963) was een Pools wielrenner, die beroeps was tussen 1994 en 1997.
In 1988 werd hij 2e in de ploegentijdrit op de Olympische Spelen van Seoel en in 1989 eveneens 2e op het Wereldkampioenschap ploegenrijdrit in Chambéry. Na zijn loopbaan als actief wielrenner werd hij ploegleider en Pools bondscoach.

## Belangrijkste overwinningen
1984
- Proloog Milk Race

1985
- Eindklassement Ronde van Polen

1986
- 6e etappe Milk Race

1988
- 4e etappe deel b Olympia's Tour

1991
- Nationaal Kampioenschap op de weg, Amateurs[1]

1993
- Nationaal Kampioenschap op de weg, Amateurs[1]
- 10e etappe Ronde van Polen

## Grote rondes
Eindklasseringen in grote rondes, met tussen haakjes het aantal etappeoverwinningen.
| Jaar | Ronde van Italië | Ronde van Frankrijk | Ronde van Spanje |
| ---- | ---------------- | ------------------- | ---------------- |
| 1996 |                  | opgave              |                  |

## Ploegen
- 1994 - Aubervilliers '93
- 1995 - Aubervilliers '93
- 1996 - Aubervilliers '93
- 1997 - BigMat-Auber '93